# Enrocamento do Rio Juqueriquerê
O enrocamento do Rio Juqueriquerê em Caraguatatuba, litoral norte de São Paulo, representa uma das mais significativas intervenções de engenharia costeira no Brasil. Com um investimento de aproximadamente R$ 42,5 milhões, a obra é considerada a segunda maior construção de molhes do país, ficando atrás apenas dos molhes da Barra do Rio Grande, no Rio Grande do Sul. 

## Objetivos e Benefícios da Obra
A principal finalidade do enrocamento é mitigar a erosão das margens do Rio Juqueriquerê e melhorar a navegabilidade na região. A construção dos molhes norte e sul, estruturas compostas por blocos de rochas compactadas que avançam mar adentro, visa dissipar a energia das ondas e estabilizar a foz do rio. Além disso, a obra busca prevenir enchentes frequentes que afetam os bairros adjacentes, como Morro do Algodão, Rio Marinas, Porto Novo e Barranco Alto, ao facilitar o escoamento das águas pluviais.

## Histórico de Enchentes do Rio Juqueriquerê
O Rio Juqueriquerê, localizado na região sul de Caraguatatuba, tem um histórico significativo de enchentes que impactaram as comunidades em suas margens. Um dos eventos mais devastadores ocorreu em março de 1967, quando chuvas intensas provocaram deslizamentos de terra e inundações catastróficas. Oficialmente, foram registradas 436 mortes, embora estimativas sugiram que o número real possa ser maior. Cerca de 3.000 pessoas perderam suas casas, 10 bairros foram afetados e aproximadamente 30.000 árvores foram arrastadas pelos deslizamentos. 
Em março de 2013, o Rio Juqueriquerê transbordou novamente devido a chuvas intensas, resultando em alagamentos que afetaram mais de 200 pessoas em sete bairros, incluindo o Morro do Algodão, onde várias famílias perderam todos os seus bens. Cerca de 33 famílias ficaram desabrigadas e foram acolhidas em um ginásio de esportes da prefeitura.
Mais recentemente, em janeiro de 2024, chuvas de cabeceira — precipitações volumosas nas áreas elevadas que alimentam o rio — causaram o transbordamento do Juqueriquerê, resultando em alagamentos nos bairros Morro do Algodão, Rio Marinas e Perequê Mirim. Esse fenômeno, associado ao El Niño, dificultou a drenagem das águas devido à maré alta, agravando os alagamentos.
Esses eventos destacam a vulnerabilidade das áreas próximas ao Rio Juqueriquerê às enchentes, especialmente durante períodos de chuvas intensas. A ocupação desordenada das margens do rio e o assoreamento de seu leito contribuem para o agravamento dessas inundações. Estudos recentes têm envolvido moradores e estudantes na identificação de áreas de risco, visando a implementação de medidas preventivas e a redução dos impactos de futuros desastres naturais. 

## Detalhes da construção
O molhe norte foi concluído com uma extensão de 1.200 metros, enquanto o molhe sul alcançou 1.350 metros. Para a construção dessas estruturas, foram utilizadas rochas provenientes das escavações do Contorno Norte da Rodovia dos Tamoios, otimizando recursos e reduzindo custos.

## Dragagem e Engorda das Praias
Paralelamente ao enrocamento, foi realizada a dragagem do leito do Rio Juqueriquerê, com a remoção de aproximadamente 30 mil metros cúbicos de sedimentos. Esse material foi utilizado para a "engorda" da Praia do Porto Novo, processo que ampliou a faixa de areia, tornando-a mais atrativa para moradores e turistas. Essa intervenção não apenas melhorou a estética da praia, mas também contribuiu para a proteção da orla contra a erosão marinha. 

## Impacto Turístico e Econômico
A obra trouxe benefícios significativos para a comunidade pesqueira local e para o setor turístico. A melhoria na navegabilidade do rio favorece as atividades de pesca e o tráfego de embarcações de lazer, enquanto as praias alargadas atraem um maior número de visitantes, impulsionando a economia local. 

## Inauguração e Perspectivas Futuras
A inauguração oficial do enrocamento ocorreu em abril de 2024, marcando a conclusão de uma obra aguardada há mais de quatro décadas pela população de Caraguatatuba. Com a finalização dos molhes e a dragagem do rio, espera-se uma redução significativa nas enchentes e uma revitalização das áreas costeiras, promovendo um desenvolvimento sustentável na região. 
1. ↑  «Caraguatatuba ergue muros no encontro de rio com o mar e engorda praias; entenda por quê». Estadão. Consultado em 10 de fevereiro de 2025
2. ↑  redação, Da (17 de julho de 2023). «Conheça detalhes da obra de enrocamento do rio Juqueriquerê em Caraguatatuba». Costa Norte. Consultado em 10 de fevereiro de 2025
3. ↑  Região, Do G1 Vale do Paraíba e (20 de março de 2013). «Cheia do Juqueriquerê desaloja 200 pessoas em Caraguatatuba». Vale do Paraíba e Região. Consultado em 11 de fevereiro de 2025
4. ↑  Rozário, André Timóteo do. «Chuvas de cabeceira e cheia do Juqueriquerê impedem drenagem e causam alagamentos nos bairros». Prefeitura de Caraguatatuba. Consultado em 11 de fevereiro de 2025
5. ↑  «Estudo engaja moradores e estudantes para mapear áreas vulneráveis a enchentes e deslizamentos em Caraguatatuba». Jornal da Unesp. 15 de maio de 2023. Consultado em 11 de fevereiro de 2025
6. ↑  «Caraguatatuba: plano tenta 'salvar' maior rio do litoral norte». noticias.uol.com.br. Consultado em 10 de fevereiro de 2025
7. ↑  «Caraguatatuba, no litoral norte de SP, alarga praia com ajuda de rio vizinho». Folha de S.Paulo. 18 de abril de 2024. Consultado em 10 de fevereiro de 2025
8. ↑  Rozário, André Timóteo do. «Obra do enrocamento do Rio Juqueriquerê é destaque da mídia nacional». Prefeitura de Caraguatatuba. Consultado em 10 de fevereiro de 2025
9. ↑  Rozário, André Timóteo do. «Obra do enrocamento do Rio Juqueriquerê é destaque da mídia nacional». Prefeitura de Caraguatatuba. Consultado em 10 de fevereiro de 2025